# آگوست سوم
آگوستوس سوم لهستان (به لهستانی: August III)؛ زاده ۱۷ اکتبر ۱۶۹۶ درگذشته ۵ اکتبر ۱۷۶۳ پادشاه لهستان و دوک بزرگ لیتوانی بین سال‌های ۱۷۳۴ تا ۱۷۶۳ بود.

## نگارخانه

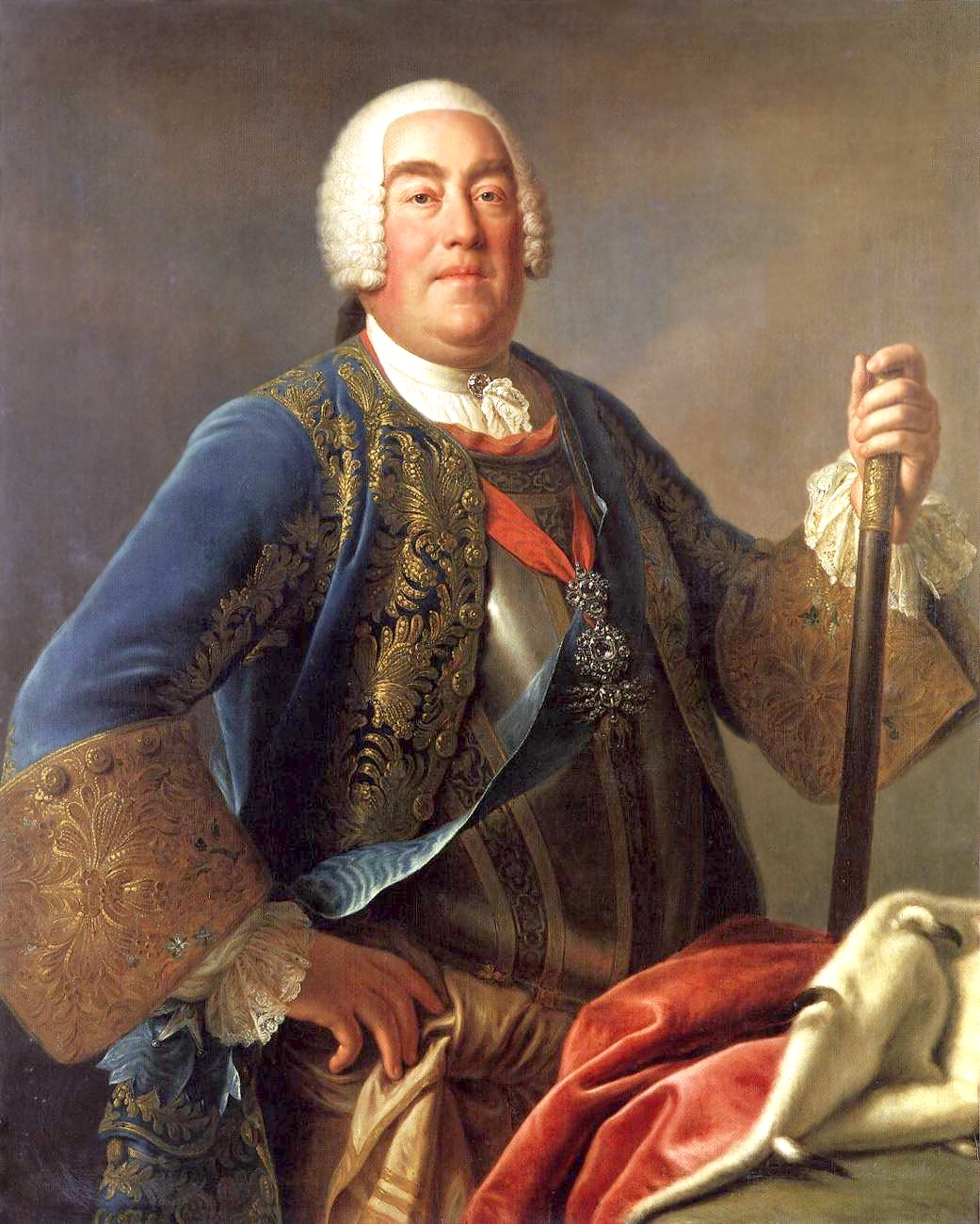
پادشاه آگوستوس سوم Pietro Rotari
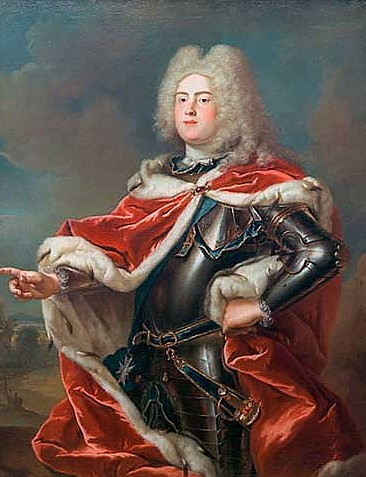
پرتره Crown Prince Augustus
Coat of arms of Augustus III of Poland as vicar of the Hooly Roman Empire
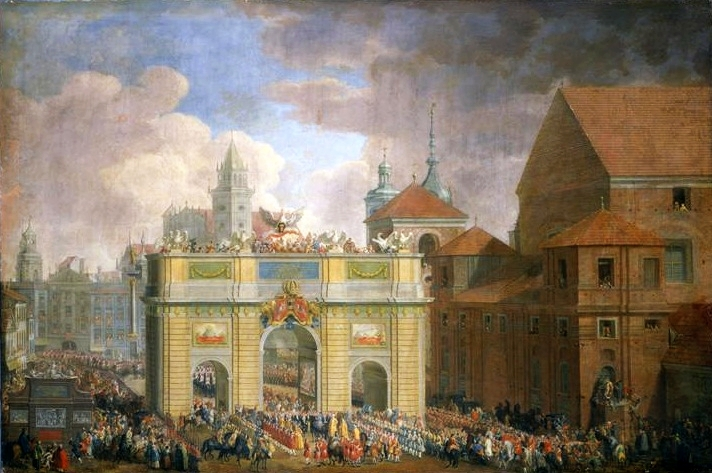
ورود آگوستوس سوم به ورشو اثر Johann Samuel Mock
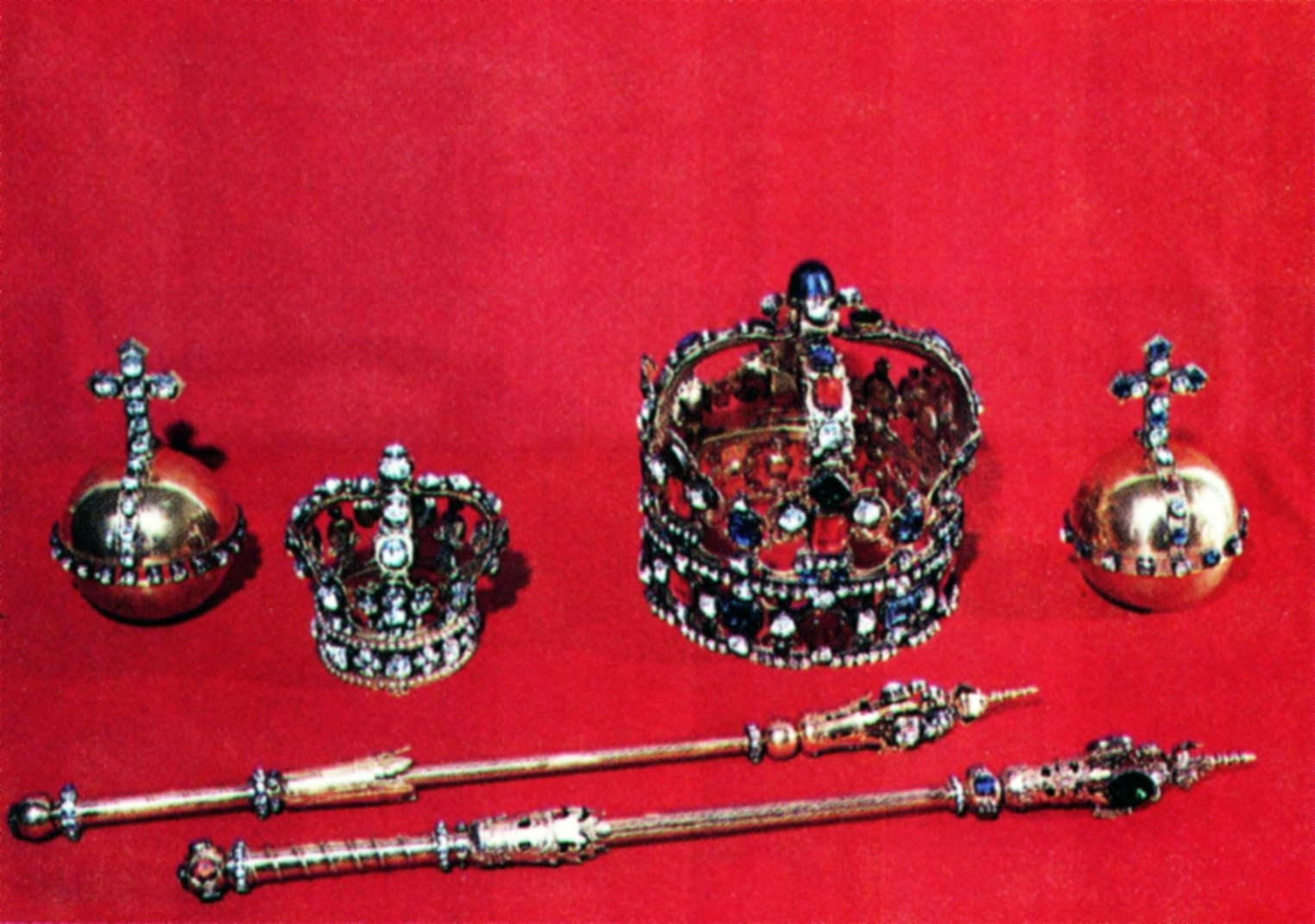
Crown Regalia of King Augustus و Maria Josepha
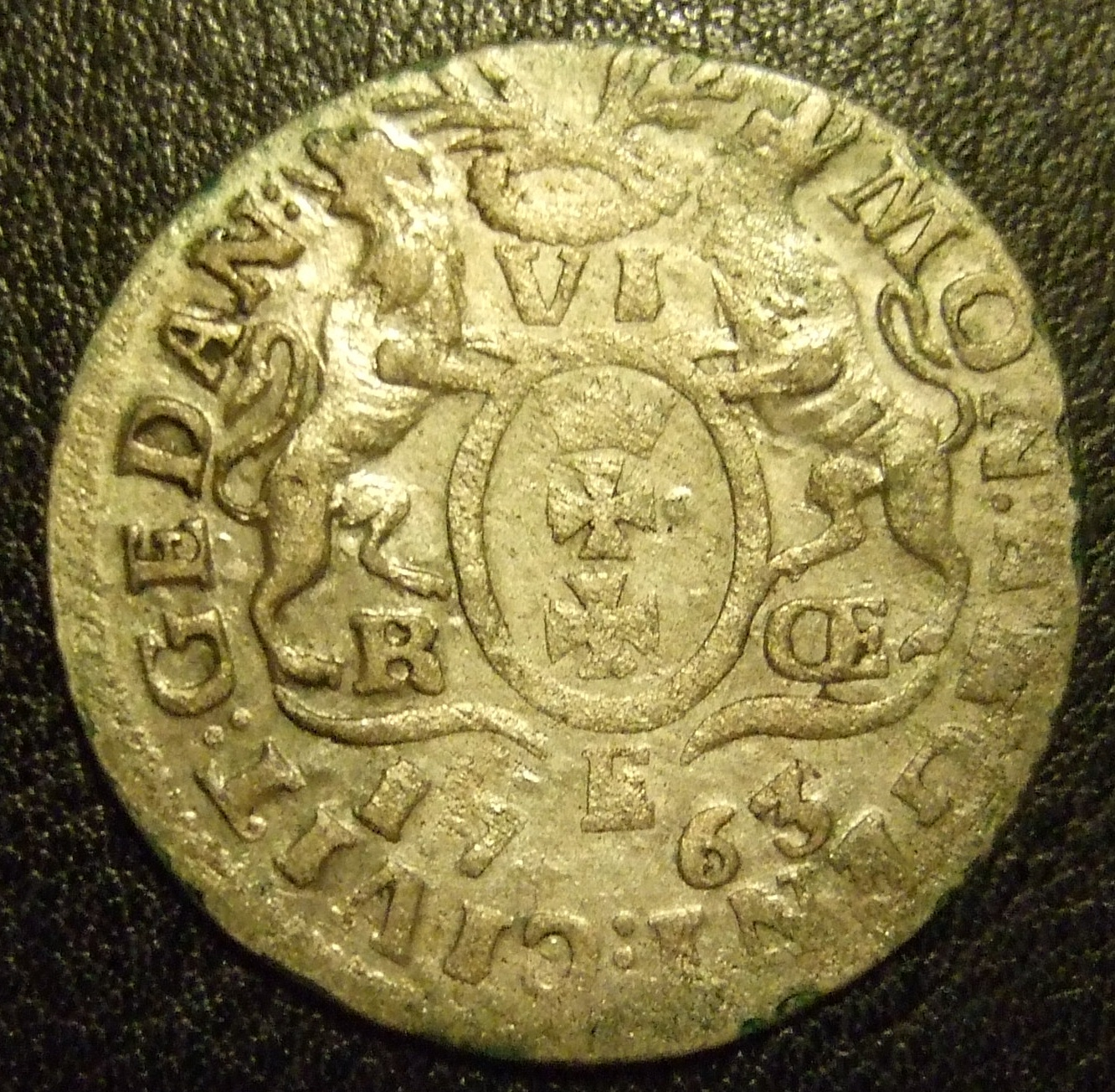
6 groschen، 1763